# Teen Titans Go!
Teen Titans Go! és una sèrie de televisió animada estatunidenca desenvolupada per Aaron Horvath i Michael Jelenic per a Cartoon Network. Es va estrenar el 23 d'abril de 2013 i es basa en el grup de superherois de ficció de DC Comics. La sèrie es va anunciar després de la popularitat dels curtmetrtagess de DC Nation New Teen Titans. Les productores de la sèrie són DC Entertainment i Warner Bros. Animation, amb l'animació subcontractada al Canadà a Copernicus Studios i Bardel Entertainment.